# Färberlack
Färberlack oder Lac Dye (seltener auch Lac Lac) ist ein natürlicher Farbstoff (C.I. Natural Red 25), der verlackt als Pigment verwendet wird. Er wird aus dem Gummilack (Stocklack) dem harzigen Sekret der Lackschildläuse, gewonnen.

## Herstellung

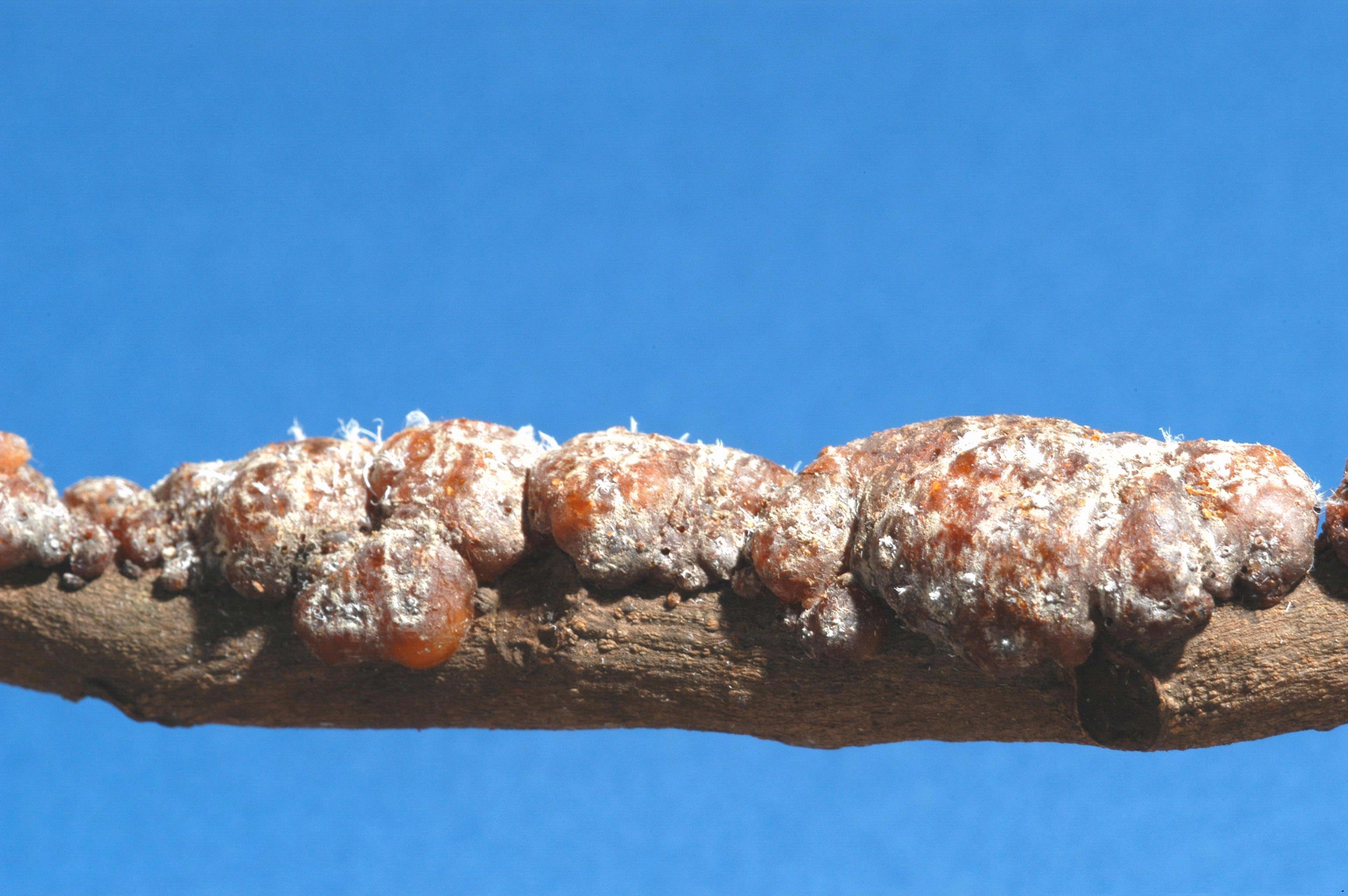
Lackschildläuse

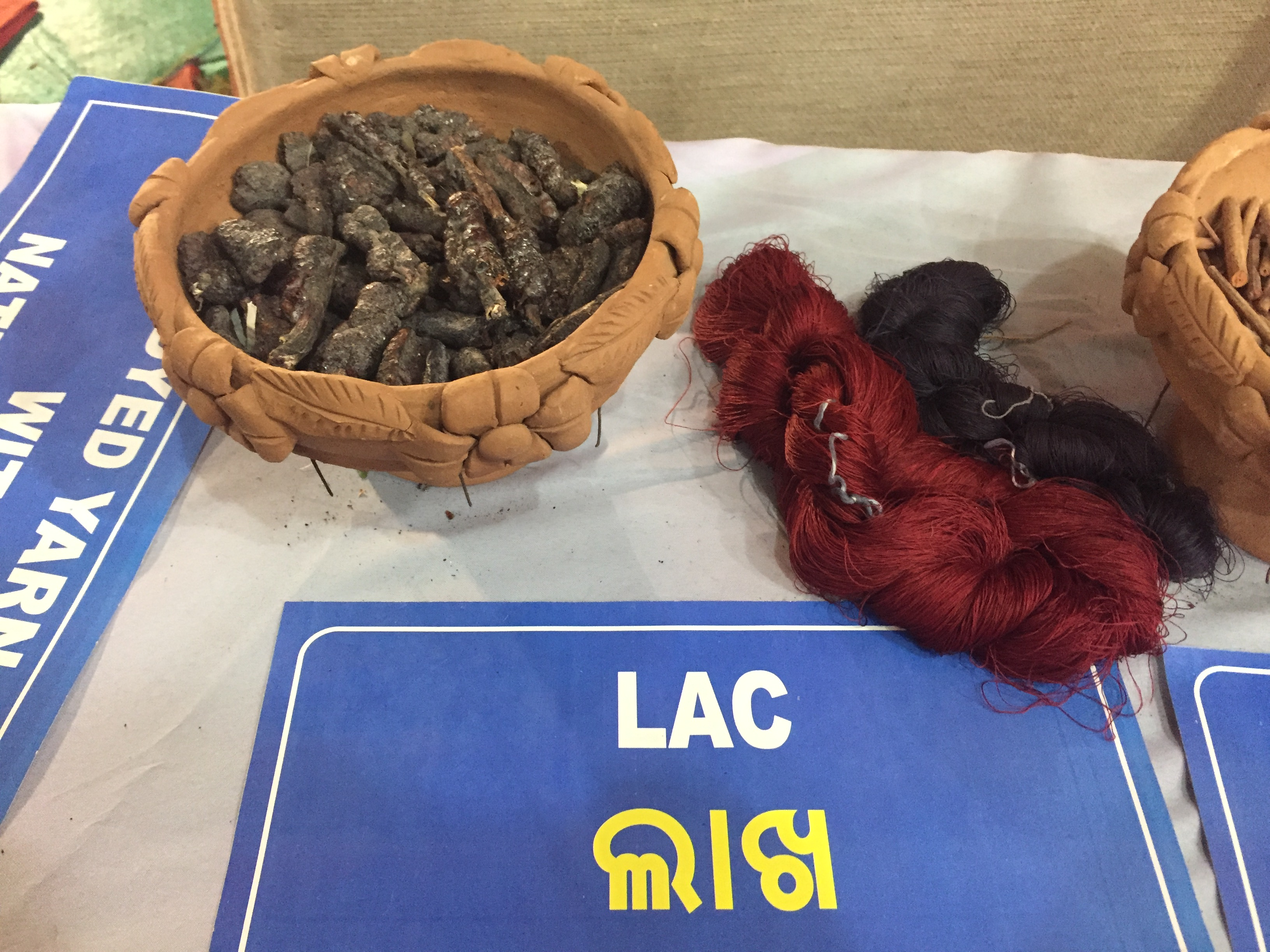
Lac Dye

Man unterscheidet zwei Sorten von Färberlack:
Zur Herstellung von Lac Dye wird der Stocklack der Lackschildläuse in Steinmühlen zerkleinert und das Pulver in warmem Wasser  stundenlang bewegt, um den Farbstoff zu lösen. Anschließend wird das Wasser in Kesseln über dem Feuer eingedampft oder in flachen Gefäßen an der Sonne getrocknet. Der Farbstoff kommt in Form flacher Kuchen in den Handel.
Alternativ wird der Farbstoff des gemahlenen Stocklacks durch Kochen mit einer verdünnten Soda- oder Pottaschelösung gelöst, filtriert und der Farblack aus dem Filtrat mit Alaunlösung gefällt. Der Niederschlag wird getrocknet und in kleinen Vierecken in den Handel gebracht. Diese Form wird als Lac Lac auch Lac Lake bezeichnet.
Der Rückstand bei beiden Methoden ist der sogenannte Körnerlack, der zu Schellack verarbeitet wird.

## Eigenschaften
Färberlack ist ein gelbstichiges rotes Pulver, das in verschiedenen Lösungsmitteln wie Ethanol, Methanol, Aceton und Essigsäure löslich ist. In Wasser ist der Farbstoff schwerer löslich. Er ist sehr hitzebeständig, schmilzt bei 180 °C und zersetzt sich bei 230 °C.
Der Farbstoff setzt sich zusammen aus 50 % Laccainsäuren, 25 % Harz, 22 % festen Bestandteilen: Aluminium, Eisen, Calciumcarbonat und Sand. Der färbende Bestandteil des Färberlack sind die Laccainsäuren, Anthrachinonfarbstoffe, die  der Karminsäure des echten Karmin, bzw. der Kermessäure aus dem Kermes ähneln.

## Verwendung
Der Farbstoff steht dem der Cochenille und dem der Kermes-Schildläuse sehr nahe. Man benutzte beide Präparate hauptsächlich zum Färben von Scharlachrot und Karmesinrot auf Baumwolle und Seide. Färberlack-Rottöne sind weicher und wärmer als Karmin. Auch zum Färben von Leder und Teppichwolle wurde es verwendet. Als Ersatzfarbstoff für Henna benutzte man Lac Dye auch zum Färben der Haare und Fingernägel; es eignet sich auch für die Ölmalerei.
Eine Lösung von Lac Dye in einer Mischung von Salzsäure und Zinn(II)-chlorid bildet den Lac Spirit. Eine andere Bereitung ist Ofenheimer Rot, gepulverter Lac Dye wird mit der 4,5-fachen Menge 80 %igem Ethanol angerührt, erhitzt und abgepresst. Dabei löst sich das Harz und der Farbstoff bleibt zurück.
Heute wird Färberlack vor allem in der Textilfärberei und zu Restaurierungszwecken gebraucht.